# Нойхоф, Теодор фон
Теодор фон Но́йхоф (нем. Theodor Stephan Freiherr von Neuhoff; 25 августа 1694, Кёльн — 11 декабря 1756, Лондон) — единственный титулярный король Корсики под именем Теодор I с 14 апреля по 10 ноября 1736 года.

## Биография
Сын вестфальского дворянина, состоял во французской, потом в шведской военной службе, исполнял несколько дипломатических поручений графа Гёрца.
После падения графа бежал в Испанию, где приобрел благосклонность Рипперды. Потеряв в спекуляциях все своё состояние, он несколько лет, в качестве авантюриста, блуждал по Европе.
В 1732 году назначен резидентом императора Карла VI во Флоренции. Здесь познакомился со многими корсиканцами и имел случай оказать кое-какие услуги их острову, во время борьбы с Генуей. За это он получил предложение стать королём и освободить остров.
Фон Нойхоф отправился в Константинополь и заручился помощью Порты, поручившей тунисскому бею снабдить фон Нойхофа судном, оружием, амуницией, припасами и деньгами. 13 марта 1736 года фон Нойхоф высадился в Алерии на Корсике и 14 апреля был провозглашен королём под именем Теодора I.
Так как обещанная ему помощь не появлялась, и на острове образовалась партия против него, фон Нойхофф в ноябре того же года оставил Корсику, чтобы искать поддержки в Амстердаме. Амстердамские торговые дома снабдили его военными припасами, и в сентябре 1738 года он вернулся на Корсику.
Французы, успевшие высадиться на острове до него, заставили его снова бежать. Он отправился в Неаполь, потом в Англию и, когда французы оставили остров, в 1743 году, высадился у Изолы Россы (ит.) на Корсике, но, ничего не добившись, должен был удалиться.
Хотя его сторонники в 1744 году снова признали его королём, он не был в состоянии удержаться против генуэзцев и своих врагов среди корсиканцев. Умер в Англии.
Сын его, Фредерик, бывший представителем герцога вюртембергского в Лондоне и покончивший самоубийством (1797), издал «Mémoires pour servir à l’histoire de Corse» (1768), в которых рассказал о судьбе своего отца.